# ディエゴ・ファッブリーニ
ディエゴ・ファッブリーニ（Diego Fabbrini, 1990年7月31日 - ）は、イタリア・サン・ジュリアーノ・テルメ出身の元同国代表サッカー選手。FCディナモ・ブカレスト所属。ポジションはFW。

## 経歴
エンポリFCのユースチームでキャリアをスタートさせ、2009年8月21日、ピアチェンツァ・カルチョ戦でプロデビューを果たした。2011年、ウディネーゼ・カルチョに共同保有の形で移籍した。2013年1月31日から半年間、USチッタ・ディ・パレルモに期限付き移籍した。
2013年7月19日、ウディネーゼと同じくジャンパオロ・ポッツォが会長を務めるチャンピオンシップのワトフォードFCに同僚の6選手と共に加入、2017年までの契約を結んだ。2014年1月31日からシーズン終了までセリエBのACシエーナに期限付き移籍した。翌年1月16日、チャンピオンシップで下位に苦しむミルウォールFCに93日間のレンタルで加入した。3月27日からシーズン終了まではバーミンガム・シティFCへのローンで過ごした。2015-16シーズンはミドルズブラFCへの期限付き移籍でプレーすることとなった。シーズン前半戦を首位で折り返したクラブで24試合出場6得点を記録した。
2016年1月27日、バーミンガムへ完全移籍で復帰した。3年半の契約で移籍金は150万ポンド。しかし移籍後は得点を挙げられず、翌年1月24日にセリエBのスペツィア・カルチョへローンで加入し母国に帰還した。
2017年7月、レアル・オビエドへレンタル移籍。
2018年9月、FCボトシャニへ移籍した。
2019年5月28日、PFC CSKAソフィアへ3年契約で移籍した。
その3か月後、FCディナモ・ブカレストへ移籍した。

## 代表歴
イタリア代表としてU-21代表でプレーした。2012年8月15日、イングランドとの親善試合にてA代表デビュー。

## 所属クラブ
- エンポリFC 2009-2011
- ウディネーゼ・カルチョ 2011-2013

→  USチッタ・ディ・パレルモ 2013 (loan)
- ワトフォードFC 2013-2016

→  ACシエーナ 2014-2015 (loan)
→  ミルウォールFC 2015 (loan)
→  バーミンガム・シティFC 2015 (loan)
→  ミドルズブラFC 2015-2016 (loan)
- バーミンガム・シティFC 2016-2018

→  スペツィア・カルチョ 2017 (loan)
→  レアル・オビエド 2017-2018 (loan)
- FCボトシャニ 2018-2019
- PFC CSKAソフィア 2019
- FCディナモ・ブカレスト 2019-